# Камыштау
Камышта́у (баш. Ҡамыштау) — деревня в Туймазинском районе Республики Башкортостан Российской Федерации. Входит в состав Чукадыбашевского сельсовета. 

## География

### Географическое положение
Расстояние до:
- районного центра (Туймазы): 48 км,
- центра сельсовета (Алексеевка): 11 км,
- ближайшей ж/д станции (Кандры): 45 км

## Население
| 2002 | 2009 | 2010 |
| ---- | ---- | ---- |
| 31   | ↗33  | ↘29  |